# 麻倉もも
麻倉 もも（あさくら もも、1994年6月25日 - ）は、日本の女性声優、歌手。福岡県出身。ミュージックレイン所属。
主な出演作に『告白実行委員会〜恋愛シリーズ〜』シリーズ（瀬戸口雛）、『Charlotte』（乙坂歩未）、『プリプリちぃちゃん!!』（佐伯夕花）、『荒ぶる季節の乙女どもよ。』（須藤百々子）、『マギアレコード 魔法少女まどか☆マギカ外伝』シリーズ（環いろは）などがある。

## 来歴
中高一貫校出身で、ミュージカル部に所属していた。部活動中に朗読をした際、周囲から「声が良いし声優さんになったら？」と褒められたことで、声優という職業に興味を抱いた。当時は歌手の家入レオとクラスメイトであり、声優になりたいという夢は家入だけに打ち明けていた。「自分から踏み出すタイプではなかった」と自身が振り返るように、一時は声優志望から遠ざかったが、歌手デビューを目指し上京することとなった家入から「ももちゃんもがんばってね」と声をかけられたことで、後述のオーディションへの参加を決意する。
2011年、第2回ミュージックレインスーパー声優オーディションに雨宮天・夏川椎菜とともに合格し、2012年より声優活動を開始した。
2014年12月21日、前述の雨宮・夏川とともに「TrySail」の結成を発表し、2015年より音楽活動を開始した。
2016年8月28日、「Animelo Summer Live 2016 刻-TOKI-」でソロデビューを発表し、同日、アーティストページが開設された。同年11月2日、ミュージックレインから「明日は君と。」をリリースし、ソロデビューした。
2018年10月3日、1stアルバム『Peachy!』をリリースし、同年10月21日から11月11日にかけて、1stソロライブ「LAWSON presents 麻倉もも Fantasic Live 2018 “Peachy!”」を舞浜アンフィシアターで開催した。
2022年12月17日に横浜赤レンガ倉庫1号館で行われた「エアトリpresents 毎日がクリスマス2022」17日夜公演に家入とともに出演。声優の世界に飛び込むきっかけとなった家入と初めて共演を果たした。
2024年11月17日、初めて原案を務める漫画『好きにさせないで、樹くん』を『GANMA!』にて連載開始。

## 人物
愛称の「もちょ」は雨宮・夏川とご飯を食べている時に突然誕生し、広まったという。
好物は地元・福岡のうどんチェーン店「牧のうどん」であり、2021年10月29日に公開された映画「徒桜」では「牧のうどんの店員」役として初めて実写での芝居に臨んだ。他の好物にはかぼちゃ、チョコレート、カップラーメンなどがある。趣味はクロスステッチで細かい作業が得意であり、スポーツ面ではフラフープ、他面ではテーブルクロス引き、スプーン曲げも得意である。
母親と共に松田聖子のファンである。2020年12月9日には松田聖子のデビュー40周年を記念して人気声優たちがヒット曲をカバーしたアルバム「VOICE〜声優たちが歌う松田聖子ソング〜 Female Edition」に参加。オファーが届いた際には、嬉しい反面、好きすぎておこがましさを感じ「ちょっとお断りしようかな」と真剣に迷ったことを明かしている。
実家では犬や猫のほか、トカゲなどたくさんのペットを飼っていた事があった。
座右の銘としていることは「いつも楽しく生きよう！」であり、自身の良いところであり悪いところとして「なるようになる精神で生きているところがある」とも語っている。
「元々みんなで何かを作るのが好きだった」と幼少期を振り返っている。ライブ活動を通して「私がやったことに対して、あんなに多くの人が喜んでくれる場所ってほかにあまりない」とその関係性にすごく感動したことも回想しており、ライブの際には、大切な時間を割いてお金も払って来てくれている人の気持ちを無駄にせず、「次はもっと良いライブを見たい」という期待に応えられるよう、「みんなをもっと楽しませたり驚かせたりしたい」と、自身で毎回目標やハードルを決めて臨んでいると明かしている。
一時は保母さんになりたいと考えていたほどの子供好きである。

## 出演
太字はメインキャラクター。

### テレビアニメ
2012年
- となりの怪物くん（ユミ）

2013年
- とある科学の超電磁砲S（みのり）
- カーニヴァル（少女）
- アイカツ!（りおん）
- ワルキューレ ロマンツェ（女子生徒C）

2014年
- ウィッチクラフトワークス（飾鈴）
- ノラガミ（生徒B）
- 桜Trick（乙川澄、女子生徒）
- ハマトラ（女子生徒）
- 精霊使いの剣舞（ヴィッテ）
- ソードアート・オンラインII（女子生徒）

2015年
- 電波教師（アヤカ）
- FAIRY TAIL（ラミー）
- Charlotte（乙坂歩未）
- GATE 自衛隊 彼の地にて、斯く戦えり（アウレア）
- モンスター娘のいる日常（マナコ）
- 緋弾のアリアAA（愛沢湯湯、女子、女子生徒）

2016年
- ハイスクール・フリート（伊良子美甘）
- クロムクロ（白羽小春、山本）
- WWW.WORKING!!（柳葉ミリ）

2017年
- プリプリちぃちゃん!!（佐伯夕花）
- セントールの悩み（まきちゃん）

2018年
- 抱かれたい男1位に脅されています。（ミキちゃん）

2019年
- かぐや様は告らせたい〜天才たちの恋愛頭脳戦〜（2019年 - 2023年、柏木渚） - 3シリーズ + 特別編
- えんどろ〜!（ローナ姫〈ローナ・プリシパ・オ・ラパネスタ〉）
- 荒ぶる季節の乙女どもよ。（須藤百々子）
- 七つの大罪 シリーズ（2019年 - 2021年、ナージャ・リオネス） - 2シリーズ

2020年
- マギアレコード 魔法少女まどか☆マギカ外伝（2020年 - 2022年、環いろは） - 3シリーズ
- 理系が恋に落ちたので証明してみた。（2020年 - 2022年、リケクマ） - 2シリーズ
- 戦乙女の食卓（女カ）
- 戦翼のシグルドリーヴァ（ニーナ・コルマコフ）

2021年
- ホリミヤ（2021年 - 2023年、沢田ほのか） - 2シリーズ
- IDOLY PRIDE（鈴村優）
- ゾンビランドサガ リベンジ（男の子A）

2022年
- 明日ちゃんのセーラー服（平岩蛍）
- ヒロインたるもの!〜嫌われヒロインと内緒のお仕事〜（瀬戸口雛）
- アークナイツ【黎明前奏/PRELUDE TO DAWN】（Medic）

2023年
- Buddy Daddies（ヒナタ）
- ゾン100〜ゾンビになるまでにしたい100のこと〜（マキ）
- 僕らの雨いろプロトコル（時野谷美桜）
- アイドルマスター ミリオンライブ！（箱崎星梨花）

2024年
- 響け!ユーフォニアム3（吹奏楽部員）
- 魔王様、リトライ!R（アク）

2025年
- 傷だらけ聖女より報復をこめて（アリアン・トレビアーズ）

### 劇場アニメ
- THE IDOLM@STER MOVIE 輝きの向こう側へ!（2014年、箱崎星梨花[56]）
- ラブライブ!The School Idol Movie（2015年、スクールアイドル）
- 告白実行委員会〜恋愛シリーズ〜（2016年、瀬戸口雛[57][58]） - 2作品[一覧 6]
- 劇場版 ハイスクール・フリート（2020年、伊良子美甘[59]）
- 巨蟲列島（2020年、三浦真美[60]）
- 劇場版 抱かれたい男1位に脅されています。〜スペイン編〜（2021年、ミキちゃん）

### OVA
- Charlotte 特別編（2016年、乙坂歩未）
- モンスター娘のいる日常（2016年 - 2017年、マナコ）[61] - コミックス第11・12巻OAD付き特装版
- 亜人ちゃんは語りたい 第13話（2017年、長谷川硝子[62]）
- OVA ハイスクール・フリート（2017年、伊良子美甘）
- 巨蟲列島（2019年、三浦真美[63]） - コミックス第6巻アニメ付き特装版

### Webアニメ
- 人形学園（2022年、伏義の書[64]）
- 僕らの雨いろプロトコル ミニアニメ（2023年、時野谷美桜）
- 〈物語〉シリーズ オフ&モンスターシーズン（2024年、食飼命日子[65]）

### ゲーム
2013年
- アイドルマスター ミリオンライブ!（2013年 - 2017年、箱崎星梨花）

2014年
- アイドルマスター ワンフォーオール（箱崎星梨花） - DLC追加キャラクター
- Wake Up, Girls! ステージの天使（金城桃花）
- フリーダムウォーズ（アン・“チャーム”・ヴィトー〈コニー〉）
- 巫女の社（五瀬優樹菜）

2015年
- 白猫プロジェクト（ヒナ・バーディー）
- スクールファンファーレ（絃正院琴音）
- ガールフレンド（仮）（2015年 - 2023年、花房優輝）
- クイズRPG 魔法使いと黒猫のウィズ（エトワール・ブリュネ）

2016年
- 神撃のバハムート（リベルテ）
- 戦国姫譚MURAMASA-雅-（穴山小助、甲斐宗運、咲姫）
- モンスター娘のいる日常オンライン（マナコ）

2017年
- テイルズ オブ アスタリア（箱崎星梨花）
- アイドルマスター ミリオンライブ! シアターデイズ（2017年 - 2024年、箱崎星梨花）
- マギアレコード 魔法少女まどか☆マギカ外伝（2017年 - 2024年、環いろは / いろはちゃん / 出涸嵐マナ）

2018年
- PROJECT AQUA（シュトラー・ディープ、カトリーヌ・モンゴメリー）
- デスティニーチャイルド（クレオパトラ）
- エターナルリンゲージ（セティア）
- きららファンタジア（乙川澄）
- 崩壊3rd（女カ、伏犠）

2019年
- 逆転オセロニア（ミスティア）
- トリニティセブン -夢幻図書館と第7の太陽-（雨ヶ森ミウ）
- ハイスクール・フリート 艦隊バトルでピンチ!（伊良子美甘）
- Shadowverse（2019年 - 2022年、セッカ、不屈の司令官、リベルテ、リモニウム、デッドソウルテイカー）
- ワールドフリッパー（シルティー）
- アクション対魔忍（七瀬舞）
- ドラガリアロスト（ダイコクテン）

2020年
- 東方キャノンボール（小悪魔）
- HoneyWorks Premium Live（2020年 - 2023年、瀬戸口雛）

2021年
- アイドルマスター ポップリンクス（箱崎星梨花）
- IDOLY PRIDE（2021年 - 2024年、鈴村優）

2022年
- ドールズフロントライン（劉氏歩槍、AUG Para）
- 春ゆきてレトロチカ（かな子）
- アズールレーン（プリンツ・ループレヒト）

2023年
- 爆裂！スイーツランド - PANIC IN SWEETS LAND -（ぱっふぃー）
- ドラゴンクエストモンスターズ3 魔族の王子とエルフの旅（メダリカ）

2024年
- 東方スペルカーニバル（フランドール・スカーレット）

2025年
- 天空のアムネジア（リリス）
- 魔法少女まどか☆マギカ Magia Exedra（環いろは）
- コードギアス 反逆のルルーシュ ロストストーリーズ（M）

### ドラマCD
2014年
- PERFECT IDOL THE MOVIE（箱崎星梨花）

2015年
- アイドルマスター ミリオンライブ！ シリーズ（2015年 - 、箱崎星梨花〈識別番号22 / セリカ型 / 星梨花 / リカ〉）
- あにめたまえ！（言吹心火）
- ウィッチクラフトワークス Blu-ray 第2・4・6巻 完全生産限定版特典ドラマCD（飾鈴）
- WEB版 WORKING! ! 第3巻ドラマCD付き 初回限定特装版（柳葉ミリ）
- Charlotte Blu-ray&DVD第3巻完全生産限定版特典（乙坂歩未）
- 猫と私の金曜日（立花恋） - 単行本第8巻ドラマCD同梱版
- 魔法少女育成計画 in Dreamland（レイン・ポゥ）

2016年
- はいふり ミニドラマ「お料理でピンチ!」（伊良子美甘）

2017年
- ハイスクール・フリートドラマCD「テスト勉強でピンチ！」（伊良子美甘）

2018年
- マギアレコード 魔法少女まどか☆マギカ外伝 シリーズ（2018年 - 2019年、環いろは） - 2作品

2019年
- えんどろ〜! Blu-ray第3巻封入特典（ローナ姫〈ローナ・プリシパ・オ・ラパネスタ〉）

2020年
- かぐや様は告らせたい？〜天才たちの恋愛頭脳戦〜 Blu-ray/DVD第4巻完全生産限定版特典（柏木渚）

2022年
- ヒロインたるもの!〜嫌われヒロインと内緒のお仕事〜 スペシャルサニーパーティー グッズ付きチケット特典ドラマCD（瀬戸口雛）

### 吹き替え

#### アニメ
- 卓球少女 -閃光のかなたへ-（2025年、リ・シントン[105]）

### ナレーション
- すイエんサー（2017年 - 2023年、NHK Eテレ）[106]
- NHK for School「ほうかご ごごご」#3 メタモル探偵団（2017年7月26日、NHK Eテレ）[107]

### デジタルコミック
- 告白実行委員会〜恋愛シリーズ〜（2014年 - 2017年、瀬戸口雛） - 3作品[108][109]
- アルマギア -Project-（2022年、ネオン[110]）

### CM
- 『アイドルマスター ミリオンライブ! シアターデイズ』テレビCM「箱崎星梨花篇」「望月杏奈篇」（2018年、顔出し出演[111]）
- 『マギアレコード 魔法少女まどか☆マギカ外伝』テレビCM（2018年 - 2019年、顔出し出演[112]）
- コアラモード. 『夏ノ詩』MV・コラボミニアルバム『空色コントラスト』テレビCM（2019年、ナレーション[113]）
- 『チロリアン』新CM「動き出すチロリアン」編（2022年、声の出演[114]）

### ラジオ
※はインターネット配信。
- THE IDOLM@STER MillionRADIO（2013年 - 、ニコニコ生放送※）
- TrySailのTRYangle harmony（2014年 - 、ニコニコチャンネル※・YouTube※）[注 1]
- ラジオどっとあい 麻倉もものもちょやまばなし（2015年、AG-ON※）[115]
- MOMO・SORA・SHIINA Talking Box 麻倉もものラジオの時間だよ〜(o・∇・o)（2018年 - 、文化放送）
- 麻倉ももの日常系ラジオ（2022年 - 2023年、Radiotalk※）
- 麻倉もものラジオ・雨いろプロトコル（2023年、音泉※）[116]

### ラジオCD
- TRYangle harmony RADIO FANDISK 1 - 3（2014年 - 2015年）
- THE IDOLM@STER MILLION RADIO! DJCD Vol.01（2015年）
- TrySailのTRYangle harmony RADIO FANDISK Vol.1 - 14（2015年 - 2023年） - 14作品
- MOMO・SORA・SHIINA Special Box Vol.1 - 6（2018年 - 2023年） - 6作品

### 映像商品
- U・N・M・E・I ライブ 初回限定盤特典BD（2014年）
- THE IDOLM@STER M@STERS OF IDOL WORLD!!2014（2014年）[117]
- THE IDOLM@STER MILLION LIVE! 1stLIVE HAPPY☆PERFORM@NCE!! Blu-ray（2014年）[118]
- Animelo Summer Live 2014 -ONENESS- 8.30（2015年、アイドルマスターミリオンスターズとして出演）[119]
- THE IDOLM@STER MILLION LIVE! 2ndLIVE ENJOY H@RMONY!! Live Blu-ray（2015年）[120]
- THE IDOLM@STER M@STER OF IDOL WORLD!!2015 Live Blu-ray（2016年）[121]
- THE IDOLM@STER MILLION LIVE! 3rdLIVE TOUR BELIEVE MY DRE@M!! LIVE Blu-ray（2016年）[122][123][124][125][126][127]
- THE IDOLM@STER MILLION LIVE! 4thLIVE TH@NK YOU for SMILE! LIVE Blu-ray（2018年）[128][129][130]
- Animelo Summer Live 2017 -THE CARD- 8.26（2018年、アイドルマスターミリオンスターズとして出演）[131]
- THE IDOLM@STER 765 MILLIONSTARS HOTCHPOTCH FESTIV@L!! LIVE Blu-ray（2018年）[132]
- Animelo Summer Live 2018“OK!“ 08.26 Blu-ray（2019年、アイドルマスターミリオンライブ！ミリオンスターズ、麻倉もも個人名義(シークレット)で出演）[133]
- THE IDOLM@STER MILLION LIVE! 5thLIVE BRAND NEW PERFORM@NCE!!! LIVE Blu-ray（2019年）[134]
- THE IDOLM@STER MILLION LIVE! 6thLIVE TOUR UNI-ON@IR!!!! LIVE Blu-ray Angel STATION @SENDAI（2020年）[135]
- ENDLESS TOUR BD同梱映像（2020年）
- THE IDOLM@STER MILLION LIVE! 6thLIVE TOUR UNI-ON@IR!!!! SPECIAL LIVE Blu-ray（2020年）[136]
- THE IDOLM@STER MILLION LIVE! 7thLIVE Q@MP FLYER!!! Reburn LIVE Blu-ray DAY1（2022年）[137][138][139]
- THE IDOLM＠STER MILLION LIVE! 8thLIVE Twelw@ve LIVE Blu-ray DAY2（2022年）[140][141]
- THE IDOLM@STER MILLION LIVE! 9thLIVE ChoruSp@rkle!! LIVE Blu-ray DAY1（2024年）[142][143]

### パチンコ・パチスロ
- ウィッチクラフトワークス（2016年、飾鈴[144]）
- SLOTハイスクール・フリート（2018年、伊良子美甘）
- Pフィーバー アイドルマスター ミリオンライブ!（2021年、箱崎星梨花[145]）
- パチスロ アイドルマスター ミリオンライブ!（2021年、箱崎星梨花[146]）
- スマスロ マギアレコード 魔法少女まどか☆マギカ外伝（2025年、環いろは）
- e マギアレコード 魔法少女まどか☆マギカ外伝（2025年、環いろは）

### 実写映画
- 徒桜（2021年) - 理恵[147]

### テレビドラマ
- お願いメシ神さま（2023年） - 佐倉めめ[148]

### 舞台・朗読劇
- LAWSON presents 朗読歌劇アルマギア 〜First Live 2023〜（2023年7月9日、立川ステージガーデン） - ネオン 役[149]
- SWEET 19 BLUES（2023年12月29日、RED°TOKYO TOWER SKY STADIUM） - リツ 役[150]
- 舞台「理系が恋に落ちたので証明してみた。」（2024年9月12日 - 16日、こくみん共済 coop ホール/スペース・ゼロ） - リケクマ 役（声）[151]

### その他コンテンツ
- WWW.WORKING!! サウンド付きスタンプ（2017年、柳葉ミリ）
- 『セプテムレックス』ヒロインボイス（2018年、メリィ[152]）
- 毒舌!リケクマボイス集（2020年、リケクマ[153]）
- 『経験済みなキミと、経験ゼロなオレが、お付き合いする話。』PV（2021年、白河月愛[154]）
- 『復讐の皇后』発売記念PV（2021年、ローズモンド・マリー・ラ・フェルプス[155]）
- ボートレース若松 場内アナウンス（2021年、環いろは[156]）
- 朗読付き電子書籍レーベル YOMIBITO 『墓地の殺人』（小酒井不木）（2022年[157]）
- VTuber 出涸嵐マナ YouTube生配信-マギアレコード 魔法少女まどか☆マギカ外伝（2022年、出涸嵐マナ[158]）
- Touch! SUNTORYキャンペーン IDOLY PRIDEコラボ お疲れ様電話 TRINITYAiLE ver.（2022年、鈴村優[159]）
- 『アルマギア -Project-』単行本第1巻PV（2022年、ナレーション[160]）
- 東映アニメーション「ImaginaryPark2070」（2023年、メモリ[161]）
- 僕らの雨いろプロトコル ボイスドラマ（2023年、時野谷美桜[162]）
- エンタテインメントロボット「poiq」システムボイス（2024年、やんちゃボイス[163]）
- 『全滅エンドを死に物狂いで回避した。パーティが病んだ。』PV（2025年、リゼルアルテ[164]）

## ディスコグラフィ

### シングル
|            | 発売日         | タイトル                 | 規格品番   | 規格品番   | 規格品番   | オリコン 最高位 |
| 初回限定盤 | 発売日         | タイトル                 | 通常盤     | 期間限定盤 |            | オリコン 最高位 |
| ---------- | -------------- | ------------------------ | ---------- | ---------- | ---------- | --------------- |
| 1st        | 2016年11月2日  | 明日は君と。             | SMCL-454/5 | SMCL-456   | SMCL-457   | 8位             |
| 2nd        | 2017年6月7日   | トクベツいちばん!!       | SMCL-483/4 | SMCL-485   | SMCL-486   | 11位            |
| 3rd        | 2017年11月1日  | カラフル                 | SMCL-515/6 | SMCL-517   | SMCL-518   | 7位             |
| 4th        | 2018年8月22日  | パンプキン・ミート・パイ | SMCL-552/3 | SMCL-554   |            | 11位            |
| 5th        | 2019年2月13日  | 365×LOVE                 | SMCL-591/2 | SMCL-593   | 14位       |                 |
| 6th        | 2019年5月22日  | スマッシュ・ドロップ     | SMCL-600/1 | SMCL-602   | SMCL-603   | 6位             |
| 7th        | 2019年9月4日   | ユメシンデレラ           | SMCL-614/5 | SMCL-616   | SMCL-617/8 | 15位            |
| 8th        | 2020年11月11日 | 僕だけに見える星         | SMCL-676/7 | SMCL-678   |            | 8位             |
| 9th        | 2021年8月18日  | ピンキーフック           | SMCL-720/1 | SMCL-722   | SMCL-723/4 | 9位             |
| 10th       | 2022年3月2日   | 彩色硝子                 | SMCL-753/4 | SMCL-755   |            | 10位            |
| 11th       | 2023年8月16日  | シュワワ!                | SMCL-826/7 | SMCL-828   | 17位       |                 |
| 12th       | 2024年2月14日  | Sweet Essence            | SMCL-860/1 | SMCL-862   | 12位       |                 |
| 13th       | 2024年5月15日  | LIBRA                    | SMCL-890/1 | SMCL-892   | 15位       |                 |
| 14th       | 2025年2月26日  | フラガリア×アナナッサ    | SMCL-948/9 | SMCL-950   | 21位       |                 |
| 15th       | 2025年7月30日  | めいきゅーらぶみー       | SMCL-962/3 | SMCL-964   | 16位       |                 |

### アルバム
|            | 発売日        | タイトル   | 規格品番   | 規格品番   | 規格品番 | オリコン 最高位 |
| 完全限定盤 | 発売日        | タイトル   | 初回限定盤 | 通常盤     |          | オリコン 最高位 |
| ---------- | ------------- | ---------- | ---------- | ---------- | -------- | --------------- |
| 1st        | 2018年10月3日 | Peachy!    | SMCL-561/2 | SMCL-563/4 | SMCL-565 | 6位             |
| 2nd        | 2020年4月8日  | Agapanthus | SMCL-650/1 | SMCL-653/4 | SMCL-655 | 5位             |
| 3rd        | 2022年7月27日 | Apiacere   | SMCL-774/5 | SMCL-776/8 | SMCL-779 | 10位            |
| 4th        | 2024年8月21日 | ChouChou   | SMCL-907/9 | SMCL-910/1 | SMCL-912 | 15位            |

### 映像作品
|            | 発売日        | タイトル                           | 規格品番  | 規格品番 |
| 初回限定盤 | 発売日        | タイトル                           | 通常盤    |          |
| ---------- | ------------- | ---------------------------------- | --------- | -------- |
| 1st        | 2023年4月5日  | 麻倉もも Live Tour 2022 “Piacere!” | SMXL-30/1 | SMXL-32  |
| 2nd        | 2025年3月26日 | 麻倉もも Live Tour 2024 “ChouChou” | SMXL-45/7 | SMXL-48  |

### タイアップ曲
| 楽曲                 | タイアップ                                                   | 時期   |
| -------------------- | ------------------------------------------------------------ | ------ |
| 花に赤い糸           | 劇場アニメ『好きになるその瞬間を。〜告白実行委員会〜』挿入歌 | 2016年 |
| トクベツいちばん!!   | テレビアニメ『プリプリちぃちゃん!!』オープニングテーマ       | 2017年 |
| カラフル             | テレビアニメ『プリプリちぃちゃん!!』オープニングテーマ       | 2017年 |
| スマッシュ・ドロップ | テレビアニメ『パズドラ』エンディングテーマ                   | 2019年 |
| ユメシンデレラ       | テレビアニメ『荒ぶる季節の乙女どもよ。』エンディングテーマ   | 2019年 |
| ピンキーフック       | テレビアニメ『カノジョも彼女』エンディングテーマ             | 2021年 |
| 幸せって書いて       | テレビドラマ『お願いメシ神さま』主題歌                       | 2023年 |

### キャラクターソング
| 発売日   | 商品名                                                                                    | 歌 | 楽曲 | 備考                                                                                |
| 2013年   | 2013年                                                                                    | 2013年 | 2013年 | 2013年                                                                              |
| -------- | ----------------------------------------------------------------------------------------- | --- | --- | ----------------------------------------------------------------------------------- |
| 4月24日  | THE IDOLM@STER LIVE THE@TER PERFORMANCE 01 Thank You!                                     | 765 MILLIONSTARS | 「Thank You!」 | ゲーム『アイドルマスター ミリオンライブ！』テーマソング                             |
| 4月24日  | THE IDOLM@STER LIVE THE@TER PERFORMANCE 01 Thank You!                                     | 765THEATER ALLSTARS | 「Thank You!」 | ゲーム『アイドルマスター ミリオンライブ！』テーマソング                             |
| 5月29日  | THE IDOLM@STER LIVE THE@TER PERFORMANCE 02                                                | 箱崎星梨花（麻倉もも） | 「トキメキの音符になって」 | ゲーム『アイドルマスター ミリオンライブ！』関連曲                                   |
| 5月29日  | THE IDOLM@STER LIVE THE@TER PERFORMANCE 02                                                | 天海春香（中村繪里子）、天空橋朋花（小岩井ことり）、七尾百合子（伊藤美来）、箱崎星梨花（麻倉もも）、最上静香（田所あずさ） | 「Legend Girls!!」 | ゲーム『アイドルマスター ミリオンライブ！』関連曲                                   |
| 2014年   |                                                                                           | | |                                                                                     |
| 2月5日   | ウィッチ☆アクティビティ                                                                   | KMM団 | 「ウィッチ☆アクティビティ」 | テレビアニメ『ウィッチクラフトワークス』エンディングテーマ                          |
| 2月5日   | ウィッチ☆アクティビティ                                                                   | KMM団 | 「Saturday Night Witches」 | テレビアニメ『ウィッチクラフトワークス』挿入歌                                      |
| 4月9日   | SAKURA♪SONG ALBUM SAKURA*SAKU -桜*作-                                                     | SAKURA*TRICK | 「桜Sweet Kiss」 | テレビアニメ『桜Trick』エンディングテーマ                                           |
| 6月4日   | U・N・M・E・I ライブ                                                                      | 春日未来（山崎はるか）、最上静香（田所あずさ）、箱崎星梨花（麻倉もも） | 「U・N・M・E・I ライブ」 「Thank You -MR remix-」 | ラジオ『THE IDOLM@STER MillionRADIO』テーマソング                                   |
| 7月23日  | ウィッチクラフトワークス キャラクターソングアルバム                                       | KMM団 | 「KMM団団員番号のうた。 - Numbers」 「MimiLove-Maximum - 獣耳な魔女」 「Saturday Night Witches Pocket Cut Mix」 「KMM団団員番号のうた。リプライズ - KMM's Counter Attack」 | テレビアニメ『ウィッチクラフトワークス』関連曲                                      |
| 9月19日  | 超貢献推進楽曲集                                                                          | 貢献Girls | 「Let's 貢献！〜恋の懲役は1,000,000年〜」 | ゲーム『フリーダムウォーズ』関連曲                                                  |
| 9月19日  | 超貢献推進楽曲集                                                                          | コニー（麻倉もも） | 「パノプティコン労働歌 第一」 | ゲーム『フリーダムウォーズ』関連曲                                                  |
| 9月24日  | THE IDOLM@STER LIVE THE@TER HARMONY 03                                                    | クレシェンドブルー | 「Shooting Stars」 「Welcome!!」 | ゲーム『アイドルマスター ミリオンライブ！』関連曲                                   |
| 9月24日  | THE IDOLM@STER LIVE THE@TER HARMONY 03                                                    | 箱崎星梨花（麻倉もも） | 「夢色トレイン」 | ゲーム『アイドルマスター ミリオンライブ！』関連曲                                   |
| 11月26日 | 僕じゃダメですか？ 〜「告白実行委員会」キャラクターソング集〜                             | HoneyWorks feat.瀬戸口雛（麻倉もも） | 「今好きになる。」 | 『告白実行委員会〜恋愛シリーズ〜』関連曲                                            |
| 2015年   |                                                                                           | | |                                                                                     |
| 4月4日   | THE IDOLM@STER LIVE THE@TER SOLO COLLECTION Vol.01                                        | 箱崎星梨花（麻倉もも） | 「Thank You -MR remix-」 | ゲーム『アイドルマスター ミリオンライブ！』関連曲                                   |
| 7月17日  | THE IDOLM@STER LIVE THE@TER SOLO COLLECTION Vol.02                                        | 箱崎星梨花（麻倉もも） | 「U・N・M・E・I ライブ」 | ゲーム『アイドルマスター ミリオンライブ！』関連曲                                   |
| 8月12日  | アイドルマスター ミリオンライブ！ 第2巻 特別版 オリジナルCD                               | 望月杏奈（夏川椎菜）、箱崎星梨花（麻倉もも） | 「ビジョナリー」 | 漫画『アイドルマスター ミリオンライブ！』関連曲                                     |
| 8月19日  | Hey! スミス!                                                                              | 墨須 with M.O.N | 「Hey! スミス！」 | テレビアニメ『モンスター娘のいる日常』エンディングテーマ                            |
| 8月19日  | Hey! スミス!                                                                              | 墨須 with M.O.N | 「M.O.Nのテーマ」 | テレビアニメ『モンスター娘のいる日常』関連曲                                        |
| 8月26日  | THE IDOLM@STER MILLION RADIO! DJCD Vol.01                                                 | 春日未来（山崎はるか）、最上静香（田所あずさ）、箱崎星梨花（麻倉もも） | 「Welcome!! -MR remix-」 | ゲーム『アイドルマスター ミリオンライブ！』関連曲                                   |
| 9月30日  | THE IDOLM@STER LIVE THE@TER DREAMERS 01 Dreaming!                                         | MILLION ALLSTARS | 「Welcome!!」 | ゲーム『アイドルマスター ミリオンライブ！』関連曲                                   |
| 11月27日 | 超貢献推進楽曲集#2                                                                        | 貢献Girls | 「絶対闘争イデオロギー」 「貢献ユアセルフ」 | ゲーム『フリーダムウォーズ』関連曲                                                  |
| 12月2日  | THE IDOLM@STER LIVE THE@TER DREAMERS 03                                                   | 如月千早（今井麻美）、周防桃子（渡部恵子）、徳川まつり（諏訪彩花）、二階堂千鶴（野村香菜子）、萩原雪歩（浅倉杏美）、箱崎星梨花（麻倉もも）、馬場このみ（高橋未奈美）、真壁瑞希（阿部里果）、宮尾美也（桐谷蝶々）、最上静香（田所あずさ） | 「Dreaming!」 | ゲーム『アイドルマスター ミリオンライブ！』関連曲                                   |
| 12月2日  | THE IDOLM@STER LIVE THE@TER DREAMERS 03                                                   | 箱崎星梨花（麻倉もも）、宮尾美也（桐谷蝶々） | 「Smiling Crescent」 | ゲーム『アイドルマスター ミリオンライブ！』関連曲                                   |
| 2016年   |                                                                                           | | |                                                                                     |
| 1月30日  | THE IDOLM@STER LIVE THE@TER SOLO COLLECTION Vol.03 Vocal Edition                          | 箱崎星梨花（麻倉もも） | 「Legend Girls!!」 | ゲーム『アイドルマスター ミリオンライブ！』関連曲                                   |
| 7月13日  | アイドルマスター ミリオンライブ! 第4巻 特別版 オリジナルCD                                | 最上静香（田所あずさ）、北上麗花（平山笑美）、北沢志保（雨宮天）、野々原茜（小笠原早紀）、箱崎星梨花（麻倉もも） | 「Flooding」 | 漫画『アイドルマスター ミリオンライブ！』関連曲                                     |
| 8月10日  | ターンオンタイム！                                                                        | 春日未来（山崎はるか）、最上静香（田所あずさ）、箱崎星梨花（麻倉もも） | 「ターンオンタイム！」 「Dreaming! -MR remix-」 | ラジオ『THE IDOLM@STER MillionRADIO』テーマソング                                   |
| 8月12日  | Shining Ray                                                                               | フローラ・フローレ | 「Shining Ray」 | ゲーム『ガールフレンド（♪）』関連曲                                                 |
| 8月12日  | Shining Ray                                                                               | 花房優輝（麻倉もも） | 「たらこのパスタ」 | ゲーム『ガールフレンド（♪）』関連曲                                                 |
| 8月17日  | 『モンスター娘のいる日常』EVERYDAY LIFE WITH MONSTER GIRLS BEST ALBUM                     | マナコ（麻倉もも） | 「エイム」 | テレビアニメ『モンスター娘のいる日常』関連曲                                        |
| 9月7日   | THE IDOLM@STER THE@TER ACTIVITIES 01                                                      | 七尾百合子（伊藤美来）、天空橋朋花（小岩井ことり）、箱崎星梨花（麻倉もも）、松田亜利沙（村川梨衣）、ロコ（中村温姫） | 「創造は始まりの風を連れて」 「DIAMOND DAYS」 | ゲーム『アイドルマスター ミリオンライブ!』関連曲                                    |
| 2017年   |                                                                                           | | |                                                                                     |
| 2月1日   | Witch Craft Works THE BEST 〜日本語盤〜                                                   | KMM団 | 「KEMOMIMISM」 「ウィッチ☆アクティビティ〜[k]momimi NON STOP Ver.2.0HD〜」                                                                                                 | テレビアニメ『ウィッチクラフトワークス』関連曲                                      |
| 2月15日  | THE IDOLM@STER LIVE THE@TER FORWARD 03 Starlight Melody                                   | アリエス | 「Sweet Sweet Soul」 | ゲーム『アイドルマスター ミリオンライブ！』関連曲                                   |
| 2月15日  | THE IDOLM@STER LIVE THE@TER FORWARD 03 Starlight Melody                                   | Starlight Melody | 「Starry Melody」 | ゲーム『アイドルマスター ミリオンライブ！』関連曲                                   |
| 3月9日   | THE IDOLM@STER LIVE THE@TER SOLO COLLECTION 04 Starlight Theater                          | 箱崎星梨花（麻倉もも） | 「Smiling Crescent」 | ゲーム『アイドルマスター ミリオンライブ！』関連曲                                   |
| 7月26日  | THE IDOLM@STER MILLION THE@TER GENERATION 01 Brand New Theater!                           | 765 MILLION ALLSTARS | 「Brand New Theater!」 | ゲーム『アイドルマスター ミリオンライブ！ シアターデイズ』テーマソング              |
| 7月26日  | THE IDOLM@STER MILLION THE@TER GENERATION 01 Brand New Theater!                           | 765 MILLION ALLSTARS | 「Dreaming!」 | ゲーム『アイドルマスター ミリオンライブ！ シアターデイズ』関連曲                    |
| 10月25日 | THE IDOLM@STER MILLION LIVE! M@STER SPARKLE 03                                            | 箱崎星梨花（麻倉もも） | 「Come on a Tea Party!」 | ゲーム『アイドルマスター ミリオンライブ！ シアターデイズ』関連曲                    |
| 12月18日 | アイドルマスター ミリオンライブ！ Blooming Clover 第2巻限定版 オリジナルCD                | 箱崎星梨花（麻倉もも）、高坂海美（上田麗奈） | 「Do-Dai」 | 漫画『アイドルマスター ミリオンライブ！ Blooming Clover』関連曲                     |
| 12月18日 | アイドルマスター ミリオンライブ！ Blooming Clover 第2巻限定版 オリジナルCD                | 箱崎星梨花（麻倉もも） | 「フラワーガール」 | 漫画『アイドルマスター ミリオンライブ！ Blooming Clover』関連曲                     |
| 12月27日 | THE IDOLM@STER MILLION THE@TER GENERATION 03 エンジェルスターズ                           | エンジェルスターズ | 「Angelic Parade♪」 | ゲーム『アイドルマスター ミリオンライブ！ シアターデイズ』関連曲                    |
| 12月27日 | THE IDOLM@STER MILLION THE@TER GENERATION 03 エンジェルスターズ                           | エンジェルスターズ | 「Brand New Theater!」 | ゲーム『アイドルマスター ミリオンライブ！ シアターデイズ』関連曲                    |
| 2018年   |                                                                                           | | |                                                                                     |
| 4月4日   | THE IDOLM@STER MILLION LIVE! M@STER SPARKLE 08                                            | 765 MILLION ALLSTARS | 「Brand New Theater!」 | ゲーム『アイドルマスター ミリオンライブ！ シアターデイズ』関連曲                    |
| 6月1日   | THE IDOLM@STER LIVE THE@TER SOLO COLLECTION 06 エンジェルスターズ                         | 箱崎星梨花（麻倉もも） | 「Sweet Sweet Soul」 | ゲーム『アイドルマスター ミリオンライブ！』関連曲                                   |
| 8月29日  | THE IDOLM@STER MILLION THE@TER GENERATION 11 UNION!!                                      | 765 MILLION ALLSTARS | 「UNION!!」 「Welcome!!」 | ゲーム『アイドルマスター ミリオンライブ！ シアターデイズ』関連曲                    |
| 12月27日 | アイドルマスター ミリオンライブ！ Blooming Clover 第4巻限定版 オリジナルCD                | 矢吹可奈（木戸衣吹）、箱崎星梨花（麻倉もも）、高坂海美（上田麗奈） | 「Dreaming!」 | 漫画『アイドルマスター ミリオンライブ！ Blooming Clover』関連曲                     |
| 12月27日 | アイドルマスター ミリオンライブ！ Blooming Clover 第4巻限定版 オリジナルCD                | 箱崎星梨花（麻倉もも）、松田亜利沙（村川梨衣） | 「i」 | 漫画『アイドルマスター ミリオンライブ！ Blooming Clover』関連曲                     |
| 2019年   |                                                                                           | | |                                                                                     |
| 4月24日  | THE IDOLM@STER MILLION THE@TER GENERATION 16 ピコピコプラネッツ                           | ピコピコプラネッツ | 「ピコピコIIKO! インベーダー」 「Get lol! Get lol! SONG」 | ゲーム『アイドルマスター ミリオンライブ！ シアターデイズ』関連曲                    |
| 4月26日  | THE IDOLM@STER THE@TER SOLO COLLECTION 07 ANGEL STARS                                     | 箱崎星梨花（麻倉もも） | 「創造は始まりの風を連れて」 | ゲーム『アイドルマスター ミリオンライブ！』関連曲                                   |
| 6月27日  | アイドルマスター ミリオンライブ！ Blooming Clover 第5巻限定版 オリジナルCD                | 矢吹可奈（木戸衣吹）、北沢志保（雨宮天）、箱崎星梨花（麻倉もも）、高坂海美（上田麗奈） | 「Clover Days」 | 漫画『アイドルマスター ミリオンライブ！ Blooming Clover』関連曲                     |
| 7月24日  | THE IDOLM@STER MILLION THE@TER WAVE 01 Flyers!!!                                          | 765 MILLION ALLSTARS | 「Flyers!!!」 | ゲーム『アイドルマスター ミリオンライブ！ シアターデイズ』関連曲                    |
| 10月23日 | 余白のほんね                                                                              | 環いろは（麻倉もも） | 「余白のほんね」 | ゲーム『マギアレコード 魔法少女まどか☆マギカ外伝』第1部エンディングテーマ           |
| 10月23日 | 余白のほんね                                                                              | 環いろは（麻倉もも）、七海やちよ（雨宮天）、由比鶴乃（夏川椎菜）、深月フェリシア（佐倉綾音）、二葉さな（小倉唯） | 「ホームメイド」 | ゲーム『マギアレコード 魔法少女まどか☆マギカ外伝』関連曲                            |
| 10月30日 | THE IDOLM@STER THE@TER CHALLENGE 01                                                       | 箱崎星梨花（麻倉もも）、周防桃子（渡部恵子）、徳川まつり（諏訪彩花）、我那覇響（沼倉愛美）、永吉昴（斉藤佑圭） | 「Girl meets Wonder」 「DIAMOND DAYS」 | ゲーム『アイドルマスター ミリオンライブ！ シアターデイズ』関連曲                    |
| 2020年   |                                                                                           | | |                                                                                     |
| 1月15日  | 好きすぎてやばい。〜告白実行委員会キャラクターソング集〜                                  | HoneyWorks feat.榎本虎太朗（花江夏樹）、瀬戸口雛（麻倉もも） | 「大嫌いなはずだった。」 「選んでくれてありがとう。」 | 『告白実行委員会〜恋愛シリーズ〜』関連曲                                            |
| 2月8日   | 劇場版 ハイスクール・フリート 二週目来場者特典 キャラクターソングシリアルコード           | 伊良子美甘（麻倉もも） | 「未完 みかん’s Happy Recipe」 | 劇場アニメ『劇場版 ハイスクール・フリート』関連曲                                   |
| 4月29日  | THE IDOLM@STER MILLION RADIO! ENDLESS TOUR                                                | 春日未来（山崎はるか）、最上静香（田所あずさ）、箱崎星梨花（麻倉もも） | 「ENDLESS TOUR」 「Flyers!!! -MR remix-」 | ラジオ『THE IDOLM@STER MillionRADIO』テーマソング                                   |
| 5月10日  | TRINITYAiLE「Aile to Yell」限定特別仕様CD                                                 | TRINITYAiLE | 「Aile to Yell」 | 『IDOLY PRIDE』関連曲                                                               |
| 8月26日  | THE IDOLM@STER MILLION THE@TER WAVE 10 Glow Map                                           | 765 MILLION ALLSTARS | 「Glow Map」 | ゲーム『アイドルマスター ミリオンライブ！ シアターデイズ』関連曲                    |
| 12月23日 | THE IDOLM@STER MILLION THE@TER WAVE 09 Fleuranges                                         | Fleuranges | 「Special Wonderful Smile」 「旅立ちのコンパス」 | ゲーム『アイドルマスター ミリオンライブ！ シアターデイズ』関連曲                    |
| 2021年   |                                                                                           | | |                                                                                     |
| 1月27日  | アイドルマスター ミリオンライブ！ Blooming Clover 第8巻限定版 オリジナルCD                | ジュリア（愛美）、二階堂千鶴（野村香菜子）、箱崎星梨花（麻倉もも） | 「スタートリップ」 | 漫画『アイドルマスター ミリオンライブ！ Blooming Clover』関連曲                     |
| 2月24日  | réaliser                                                                                  | TRINITYAiLE | 「réaliser」 | 『IDOLY PRIDE』関連曲                                                               |
| 5月22日  | THE IDOLM@STER LIVE THE@TER SOLO COLLECTION 08 Angel Stars                                | 箱崎星梨花（麻倉もも） | 「Girl meets Wonder」 | ゲーム『アイドルマスター ミリオンライブ！ シアターデイズ』関連曲                    |
| 7月28日  | THE IDOLM@STER MILLION THE@TER SEASON Harmony 4 You                                       | 765 MILLION ALLSTARS | 「Harmony 4 You」 | ゲーム『アイドルマスター ミリオンライブ！ シアターデイズ』関連曲                    |
| 7月28日  | THE IDOLM@STER MILLION THE@TER SEASON Harmony 4 You                                       | エンジェルスターズ | 「EVERYDAY STARS!!」 | ゲーム『アイドルマスター ミリオンライブ！ シアターデイズ』関連曲                    |
| 8月25日  | マギアレコード魔法少女まどか☆マギカ外伝 Music Collection 2                                | カミハ☆マギカ | 「叶えちゃお」 | ゲーム『マギアレコード 魔法少女まどか☆マギカ外伝』関連曲                            |
| 12月22日 | IDOLY PRIDE Collection Album [約束]                                                       | TRINITYAiLE | 「les plumes」 「lumière」 | 『IDOLY PRIDE』関連曲                                                               |
| 2022年   |                                                                                           | | |                                                                                     |
| 2月12日  | THE IDOLM@STER LIVE THE@TER SOLO COLLECTION 09 Angel Stars                                | 箱崎星梨花（麻倉もも） | 「ピコピコIIKO! インベーダー」 | ゲーム『アイドルマスター ミリオンライブ！ シアターデイズ』関連曲                    |
| 2月23日  | THE IDOLM@STER MILLION THE@TER SEASON CLEVER CLOVER                                       | 箱崎星梨花（麻倉もも）、三浦あずさ（たかはし智秋）、ロコ（中村温姫）、高坂海美（上田麗奈） | 「産声とクラブ」 | ゲーム『アイドルマスター ミリオンライブ！ シアターデイズ』関連曲                    |
| 2月23日  | THE IDOLM@STER MILLION THE@TER SEASON CLEVER CLOVER                                       | CLEVER CLOVER | 「Shamrock Vivace」 「Harmony 4 You」 | ゲーム『アイドルマスター ミリオンライブ！ シアターデイズ』関連曲                    |
| 4月27日  | 明日ちゃんのセーラー服 BD / DVD 第1巻完全生産限定版特典CD                                 | 蠟梅学園中等部1年3組 | 「はじまりのセツナ」 | テレビアニメ『明日ちゃんのセーラー服』オープニングテーマ                            |
| 7月27日  | THE IDOLM@STER MILLION THE@TER SEASON 夢にかけるRainbow                                   | 765 MILLION ALLSTARS | 「夢にかけるRainbow」 | ゲーム『アイドルマスター ミリオンライブ！ シアターデイズ』関連曲                    |
| 7月27日  | THE IDOLM@STER MILLION THE@TER SEASON 夢にかけるRainbow                                   | エンジェルスターズ | 「夢にかけるRainbow」 | ゲーム『アイドルマスター ミリオンライブ！ シアターデイズ』関連曲                    |
| 9月28日  | THE IDOLM@STER MILLION LIVE! M@STER SPARKLE2 09                                           | 箱崎星梨花（麻倉もも） | 「きまぐれユモレスク」 | ゲーム『アイドルマスター ミリオンライブ！ シアターデイズ』関連曲                    |
| 9月28日  | ヒロインたるもの！〜嫌われヒロインと内緒のお仕事〜 BD / DVD 第3巻完全生産限定版特典特典CD | HoneyWorks feat. 涼海ひより（水瀬いのり）、瀬戸口雛（麻倉もも） | 「可愛くなりたい」 | テレビアニメ『ヒロインたるもの!〜嫌われヒロインと内緒のお仕事〜』エンディングテーマ |
| 11月25日 | フレッジ                                                                                  | 環いろは（麻倉もも）、七海やちよ（雨宮天）、由比鶴乃（夏川椎菜）、深月フェリシア（佐倉綾音）、二葉さな（小倉唯）、環うい（石見舞菜香）                                                                                                   | 「フレッジ」 | ゲーム『マギアレコード 魔法少女まどか☆マギカ外伝』第2部エンディングテーマ           |
| 12月14日 | THE IDOLM@STER MILLION THE@TER VARIETY 02                                                 | 765 MILLION ALLSTARS | 「Brand New Theater! 〜Brand New Year Ver.〜」 | ゲーム『アイドルマスター ミリオンライブ！ シアターデイズ』関連曲                    |
| 12月24日 | Magical Melody                                                                            | TRINITYAiLE、初音ミク | 「Magical Melody」 | 『IDOLY PRIDE』関連曲                                                               |
| 2023年   |                                                                                           | | |                                                                                     |
| 1月14日  | THE IDOLM@STER LIVE THE@TER SOLO COLLECTION 11 Angel Stars                                | 箱崎星梨花（麻倉もも） | 「Shooting Stars」 | ゲーム『アイドルマスター ミリオンライブ！』関連曲                                   |
| 2月1日   | IDOLY PRIDE Collection Album [未来]                                                       | TRINITYAiLE | 「Magical Melody(TRINITYAiLE ver.)」 | 『IDOLY PRIDE』関連曲                                                               |
| 3月15日  | ねぇ、好きって痛いよ。 〜告白実行委員会キャラクターソング集〜                             | HoneyWorks feat. 瀬戸口雛（麻倉もも） | 「三角ジェラシー -another story-」 | 『告白実行委員会〜恋愛シリーズ〜』関連曲                                            |
| 3月23日  | THE IDOLM@STER 765 MILLION ALLSTARS BEST                                                  | 765 MILLION ALLSTARS | 「Thank You!（765 MILLION ALLSTARS ver.）」 「夢にかけるRainbow（Brand New Ver.）」 「Crossing!」                                                                          | ゲーム『アイドルマスター ミリオンライブ！ シアターデイズ』関連曲                    |
| 3月23日  | THE IDOLM@STER LIVE THE@TER BEST                                                          | Starlight Melody | 「Starry Melody（Brand New Ver.）」 | ゲーム『アイドルマスター ミリオンライブ！ シアターデイズ』関連曲                    |
| 3月29日  | SECOND LIVINGROOM                                                                         | 春日未来（山崎はるか）、最上静香（田所あずさ）、箱崎星梨花（麻倉もも） | 「SECOND LIVINGROOM」 「U・N・M・E・I ライブ -MR remix-」 | ラジオ『THE IDOLM@STER MillionRADIO』テーマソング                                   |
| 4月22日  | THE IDOLM@STER LIVE THE@TER SOLO COLLECTION 12 Angel Stars                                | 箱崎星梨花（麻倉もも） | 「旅立ちのコンパス」 | ゲーム『アイドルマスター ミリオンライブ！ シアターデイズ』関連曲                    |
| 7月26日  | THE IDOLM@STER MILLION LIVE! グッドサイン                                                 | 765 MILLION ALLSTARS | 「グッドサイン」 | ゲーム『アイドルマスター ミリオンライブ！ シアターデイズ』関連曲                    |
| 7月26日  | THE IDOLM@STER MILLION LIVE! グッドサイン                                                 | エンジェルスターズ | 「グッドサイン」 | ゲーム『アイドルマスター ミリオンライブ！ シアターデイズ』関連曲                    |
| 8月23日  | THE IDOLM@STER MILLION ANIMATION THE@TER『Rat A Tat!!!』                                  | MILLIONSTARS | 「Rat A Tat!!!」 | テレビアニメ『アイドルマスター ミリオンライブ！』オープニングテーマ                 |
| 8月23日  | THE IDOLM@STER MILLION ANIMATION THE@TER『Rat A Tat!!!』                                  | MILLIONSTARS | 「セブンカウント」 | テレビアニメ『アイドルマスター ミリオンライブ！』イメージソング                     |
| 10月25日 | THE IDOLM@STER MILLION ANIMATION THE@TER MILLIONSTARS Team5th『バトンタッチ』             | MILLIONSTARS Team5th | 「バトンタッチ」 | テレビアニメ『アイドルマスター ミリオンライブ！』挿入歌                             |
| 2024年   |                                                                                           | | |                                                                                     |
| 1月31日  | THE IDOLM@STER MILLION C@STING 02 エンダーエンダー                                        | 北上麗花（平山笑美）、舞浜歩（戸田めぐみ）、ロコ（中村温姫）、伊吹翼（Machico）、箱崎星梨花（麻倉もも） | 「エンダーエンダー」 | ゲーム『アイドルマスター ミリオンライブ！ シアターデイズ』関連曲                    |
| 2月21日  | THE IDOLM@STER MILLION ANIMATION THE@TER START THE DREAM                                  | MILLIONSTARS | 「REFRAIN REL@TION」 「Brand New Theater!」 | テレビアニメ『アイドルマスター ミリオンライブ！』挿入歌                             |
| 2月21日  | THE IDOLM@STER MILLION ANIMATION THE@TER START THE DREAM                                  | 春日未来（山崎はるか）、最上静香（田所あずさ）、伊吹翼（Machico）、徳川まつり（諏訪彩花）、七尾百合子（伊藤美来）、箱崎星梨花（麻倉もも）、望月杏奈（夏川椎菜）                                                                          | 「We Have A Dream（Anime ver.）」 | テレビアニメ『アイドルマスター ミリオンライブ！』挿入歌                             |
| 2月21日  | THE IDOLM@STER MILLION ANIMATION THE@TER START THE DREAM                                  | MILLIONSTARS | 「Thank You!（Acoustic ver.）」 | テレビアニメ『アイドルマスター ミリオンライブ！』挿入歌                             |
| 2月21日  | THE IDOLM@STER MILLION ANIMATION THE@TER START THE DREAM                                  | 如月千早（今井麻美）、最上静香（田所あずさ）、北沢志保（雨宮天）、箱崎星梨花（麻倉もも） | 「G線上のアリア」 | テレビアニメ『アイドルマスター ミリオンライブ！』挿入歌                             |
| 2月23日  | アイドルマスター ミリオンライブ！ BD 特装版第2巻 特典CD                                   | MILLIONSTARS Team5th | 「Rat A Tat!!!」 | テレビアニメ『アイドルマスター ミリオンライブ！』関連曲                             |
| 2月24日  | THE IDOLM@STER LIVE THE@TER SOLO COLLECTION 「REFRAIN REL@TION」 Angel Stars              | 箱崎星梨花（麻倉もも） | 「REFRAIN REL@TION」 | テレビアニメ『アイドルマスター ミリオンライブ！』関連曲                             |
| 3月20日  | IDOLY PRIDE Collection Album [chronicle]                                                  | TRINITYAiLE | 「ひめごとリップ」 「チョコラブキッス」 「Victoire」 | 『IDOLY PRIDE』関連曲                                                               |
| 3月20日  | IDOLY PRIDE Collection Album [chronicle]                                                  | 赤崎こころ（豊崎愛生）、奥山すみれ（夏川椎菜）、kana（田中あいみ）、小美山愛（寿美菜子）、鈴村優（麻倉もも） | 「恋心 ああ無情」 | 『IDOLY PRIDE』関連曲                                                               |
| 7月26日  | アイドルマスター ミリオンライブ！ Blooming Clover 第16巻限定版 オリジナルCD               | 矢吹可奈（木戸衣吹）、北沢志保（雨宮天）、箱崎星梨花（麻倉もも）、高坂海美（上田麗奈） | 「Believe Clover」 「いっしょ」 | 漫画『アイドルマスター ミリオンライブ！ Blooming Clover』関連曲                     |
| 7⽉31⽇  | THE IDOLM@STER MILLION LIVE! 7Days A Week!!                                               | 765 MILLION ALLSTARS | 「7Days A Week!!」 「DIAMOND DAYS」 | ゲーム『アイドルマスター ミリオンライブ！ シアターデイズ』関連曲                    |
| 7⽉31⽇  | THE IDOLM@STER MILLION LIVE! 7Days A Week!!                                               | 北上麗花（平山笑美）、舞浜歩（戸田めぐみ）、ロコ（中村温姫）、伊吹翼（Machico）、箱崎星梨花（麻倉もも） | 「DIAMOND DAYS」 | ゲーム『アイドルマスター ミリオンライブ！ シアターデイズ』関連曲                    |
| 7⽉31⽇  | THE IDOLM@STER LIVE THE@TER SOLO COLLECTION 「DIAMOND DAYS」 ANGEL STARS                  | 箱崎星梨花（麻倉もも） | 「DIAMOND DAYS」 | ゲーム『アイドルマスター ミリオンライブ！ シアターデイズ』関連曲                    |
| 8月28日  | THE IDOLM@STER MILLION MOVEMENT OF STARDOM ROAD 02 Upper Dog                              | 箱崎星梨花（麻倉もも）、天空橋朋花（小岩井ことり）、野々原 茜（小笠原早紀）、馬場このみ（髙橋ミナミ） | 「Upper Dog」 | ゲーム『アイドルマスター ミリオンライブ！ シアターデイズ』関連曲                    |
| 2025年   |                                                                                           | | |                                                                                     |
| 2月26日  | THE IDOLM@STER MILLION THE@TER VARIETY 06                                                 | 二階堂千鶴（野村香菜子）、桜守歌織（香里有佐）、島原エレナ（角元明日香）、箱崎星梨花（麻倉もも）、ロコ（中村温姫） | 「Pomegranate」 | ゲーム『アイドルマスター ミリオンライブ！ シアターデイズ』関連曲                    |
| 2月26日  | THE IDOLM@STER MILLION THE@TER VARIETY 06                                                 | ピコピコプラネッツ | 「ピコピコIIKO! インベーダー （MOTTO! 幼年期-mix）」 | ゲーム『アイドルマスター ミリオンライブ！ シアターデイズ』関連曲                    |
| 3月19日  | IDOLY PRIDE Collection Album [Resonance]                                                  | TRINITYAiLE | 「Fantastique!」 「Brand new day」 | 『IDOLY PRIDE』関連曲                                                               |
| 3月19日  | IDOLY PRIDE Collection Album [Resonance]                                                  | 鈴村優（麻倉もも） | 「ビー・ウィズ・ユウ」 | 『IDOLY PRIDE』関連曲                                                               |
| 5月30日  | Girls in wonderland                                                                       | 成宮すず（相川奏多）、兵藤雫（首藤志奈）、鈴村優（麻倉もも）、長瀬琴乃（橘美來）、川咲さくら（菅野真衣） | 「Girls in wonderland」 | 『IDOLY PRIDE』関連曲                                                               |
| 7月9日   | ありがとう to You                                                                         | 星見オールスターズ | 「ありがとう to You」 | 『IDOLY PRIDE』関連曲                                                               |

### その他参加作品
| 発売日        | 商品名                                               | 歌                                               | 楽曲                                            | 備考 |
| ------------- | ---------------------------------------------------- | ------------------------------------------------ | ----------------------------------------------- | ---- |
| 2020年12月9日 | VOICE〜声優たちが歌う松田聖子ソング〜 Female Edition | 麻倉もも                                         | 「白いパラソル」 「Pearl-White Eve」            |      |
| 2020年12月9日 | VOICE〜声優たちが歌う松田聖子ソング〜 Female Edition | 豊崎愛生、内田真礼、佐倉綾音、麻倉もも、伊藤美来 | 「赤いスイートピー」                            |      |
| 2022年3月16日 | シャッフル -Bright 3 Waves-                          | 麻倉もも                                         | 「Skyreach」 「フワリ、コロリ、カラン、コロン」 |      |
| 2022年3月16日 | シャッフル -Bright 3 Waves-                          | 麻倉もも、夏川椎菜                               | 「VIPER」                                       |      |
| 2022年3月16日 | シャッフル -Bright 3 Waves-                          | 麻倉もも、雨宮天                                 | 「イエローフラッグ」                            |      |
| 2024年2月21日 | 希望の名前                                           | 麻倉もも、家入レオ                               | 「希望の名前」                                  |      |

## ライブ・イベント

### 合同イベント
| 出演日                         | タイトル                                                                   | 会場                                                 | 出典    |
| ------------------------------ | -------------------------------------------------------------------------- | ---------------------------------------------------- | ------- |
| 2016年12月17日                 | 映画「好きになるその瞬間を。〜告白実行委員会〜」公開初日スペシャルイベント | Zepp Tokyo（東京都）                                 | [ 172 ] |
| 2017年10月22日                 | LAWSON premium event ミュージックレインフェスティバル2017                  | 幕張メッセ イベントホール（千葉県）                  | [ 173 ] |
| 2018年8月26日                  | Animelo Summer Live 2018 "OK!"                                             | さいたまスーパーアリーナ（埼玉県）                   | [ 174 ] |
| 2021年1月3日                   | Sony Music AnimeSongs ONLINE 日本武道館                                    | 日本武道館（東京都）                                 | [ 175 ] |
| 2022年8月6日・7日予定 開催延期 | LAWSON premium event ミュージックレインフェスティバル2022                  | 武蔵野の森総合スポーツプラザメインアリーナ（東京都） | [ 176 ] |
| 2022年12月17日                 | エアトリpresents 毎日がクリスマス2022                                      | 横浜赤レンガ倉庫1号館3Fホール（神奈川県）            | [ 177 ] |
| 2023年8月25日                  | Animelo Summer Live 2023 -AXEL-                                            | さいたまスーパーアリーナ (埼玉県)                    |         |
| 2024年3月17日                  | 家入レオ YAON 〜SPRING TREE〜                                              | 日比谷野外大音楽堂 (東京都)                          |         |

## 書籍

### 連載
- 声優アニメディア（学研プラス・イード）
  - コラム連載「もも色ダイアリー」（2014年5月号 - 2016年1月号）
  - コラム連載「もちょZoo鑑」（2016年2月号 - 2017年7月号）
  - コラム連載「くだもも辞典」（2017年9月号[178] - 2020年4月号）
  - コラム連載「ときめきBooks」（2020年5月号 - 2023年9月号 ）

### 写真集
- 麻倉ももフォトブック もちょあつめ（2017年6月27日、学研プラス）
- 麻倉もも写真集 pleasant（2018年10月24日、学研プラス）
- 麻倉もも写真集 ただいま、おかえり（2019年8月30日、主婦の友社）